# Pallavolo ai XVI Giochi dei piccoli stati d'Europa
Il torneo di pallavolo ai XVI Giochi dei piccoli stati d'Europa si è svolto dal 2 al 5 giugno 2015.

## Podi
| Evento           | Oro         | Argento    | Bronzo     |
| Torneo maschile  | Lussemburgo | Islanda    | San Marino |
| Torneo femminile | Montenegro  | San Marino | Islanda    |

## Medagliere
| # | Nazione     | Oro | Argento | Bronzo | Totale |
| - | ----------- | --- | ------- | ------ | ------ |
| 1 | Lussemburgo | 1   | 0       | 0      | 1      |
| 1 | Montenegro  | 1   | 0       | 0      | 1      |
| 3 | Islanda     | 0   | 1       | 1      | 2      |
| 3 | San Marino  | 0   | 1       | 1      | 2      |